# 紫柳
紫柳（学名：Salix wilsonii）是杨柳科柳属的植物，为中国的特有植物。分布在中国大陆的湖南、浙江、江苏、江西、湖北、安徽等地，生长于海拔100米至3,600米的地区，多生于平原和低山地区的水边堤岸上，目前尚未由人工引种栽培。